# Ranchería Guineo Segunda Sección, Villahermosa
La Ranchería Guineo Segunda Sección se encuentra sobre la carretera Villahermosa-Reforma, en el tramo del kilómetro 13.5 al 16, en las coordenadas geográficas 17°54′49.26″ N, 93°1′37.75″ O; al punto 17°54′35.19″ N, 93°2′30.75″ O. Pertenece al municipio de Centro, el cual se localiza en el estado de Tabasco, limita al norte con los municipios de Nacajuca y Centla, al sur con Jalpa de Méndez y el estado de Chiapas, al este con Centla y Macuspana y al oeste con el estado de Chiapas y con los municipios de Cárdenas y Nacajuca. Sus coordenadas geográficas son: 17°59′ latitud norte y 92°56′ longitud oeste, se encuentra a una altitud promedio de 20 m s. n. m. Su extensión territorial total es de 1,612 km², lo que representa el 6.9 % de la superficie del estado, con una población de 684,847 habitantes. Presenta el aspecto de una vasta planicie cortada a trechos por lomeríos bajos de naturaleza arcillosa, plásticos, de color más o menos rojizo y bajos pantanosos, diseminados en superficie cubiertos por maleza y plantas acuáticas. La altura de la cabecera municipal es de 10 m s. n. m. (metros sobre el nivel del mar). El municipio Centro pertenece al área económica “C” (Conasami.gob.mx, 2016). Entre las principales actividades económicas destacan: agricultura, silvicultura, caza y pesca, industria extractiva y de electricidad, industria de la transformación, servicios profesionales y financieros, servicios sociales, servicios diversos, gobierno, comercio, restaurantes y hoteles y comunicaciones y transportes. La agricultura comprende un 7.75% del territorio municipal los principales cultivos son: cacao, maíz, plátano, pepino, frijol, calabaza, chile habanero, yuca alimenticia, papaya, guayaba, naranja. En producción ganadera y avícola se produce; bovino, porcino, ovino, equino, gallináceas y colmenas.

## Clima
Se distingue un clima cálido húmedo con abundantes lluvias en verano (Am), de acuerdo a la clasificación de Köppen modificada por García. Las Normales Climatológicas de la estación 27054 Villahermosa (DGE), estación más cercana al área de estudio, describen los eventos climáticos de la siguiente manera: 
La temperatura media anual es de 27.3 °C; con una máxima media de 32.1 °C, y una máxima diaria de hasta 43.5 °C en el mes de mayo. A su vez, la temperatura mínima promedio anual es de 22.6 °C, siendo los meses más fríos diciembre, enero y febrero. La precipitación media anual es de 1972.4 mm, siendo los meses más lluviosos septiembre y octubre con 310 mm como promedio mensual. Aproximadamente el 35% de los días del año presentan lluvia. En contraste, los meses más secos son abril y mayo. Normalmente la canícula es en el mes de julio. Las posibilidades de tormentas aumentan en junio y agosto. 

## Fisiografía e hidrología
Se ubica en la zona fisiográfica de Planicie Aluvial, representada por topoformas de planadas, bajos inundables y terrazas; las cuales pueden presentar inundación temporal. El relieve representativo es el de planicie, con un rango altitudinal que va de 9 m s. n. m. al norte del territorio, a 14 m s. n. m., siendo el punto más alto la carretera a Reforma (Google Earth 2016). El sustrato geológico está formado de Sedimentos Aluviales del Cuaternario. El tipo de suelo de la zona es Gleysol, característico de áreas bajas de origen fluvial; tiene una textura fina y pH ligeramente ácido. Paralelo a la carretera, a una distancia aproximada de 250 m, fluye el Río Viejo Mezcalapa en dirección poniente-oriente. Éste cuerpo de agua tiene graves problemas de azolvamiento por deposición de material alóctono.

## Flora
Las principales especies arbóreas que componen la riqueza florística son: cuijinicuil (Inga inicuil), guácimo (Guazuma ulmifolia), ceiba (Ceiba pentandra), bellote (Sterculia apetala), cocoite (Gliricidia sepium), macuilis (Tabebuia rosea), guayacán (Handroanthus chrysanta), mango (Manguifera indica), capulín (Muntingia calabura), zapote de agua (Pachira aquatica), caoba (Swietenia macrophylla), cedro (Cedrela odorata), chelele (Inga vera), guano redondo (Sabal mexicana), jícaro (Crescentia alata), majahua (Hampea nutricia), almedra (Terminalia catappa), chicozapote (Manilkara zapota), zapote o mamey (Pouteria sapota), mamey amarillo (Mammea americana), aguacate (Persea americana), entre muchas más especies.

## Fauna
Encontramos especies como: ardilla gris (Sciurus aureogaster), tlacuache (Dydelphys marsupialis), mapache (Procyon lotor), tejón (Nasua narica) y diversas especies de mamíferos voladores (murciélagos), iguana verde (Iguana iguana), garrobo (Ctenosaura simillis), toloque (Basiliscus vittatus), boa (Boa constrictor), nauyaca (Bothrops asper), sapo común (Bufo marinum), pespita (Jacana spinosa), chilera (Pitangus sulphuratus), gavilancillo (Buteo magnirostris), martín pescador (Ceryle torquata), garzón (Ardea alba), garza ganadera (Bulbucus ibis), joite (Butorides virescens), garza morada (Egretta caerulea), garza real (Aldea alba), zopilote común (Coragyps atratus), pijije (Dendrocygna autumnalis), huaco (Herpetoteres cachinnas), zanate (Quiscalus mexicanus), arrocero (Euphonia aphinis), mojarra paleta (Cichlasoma synspilum), castarrica (Cichlasoma urophtalmus), bobo (Ictalurus meridionalis), robalo (Centropomus undecimalis), entre otras.

## Población y vivienda
De acuerdo con el INEGI, la población total de la ranchería Guineo 2.ª Sección era de 1032 habitantes, de los cuales la población masculina correspondía a 499 y la población femenina a 533. Con respecto a las edades, la población de 0 a 2 años es de 67 habitantes, población de 3 a 5 años es de 67, de 6 a 11 años es de 102, de 12 a 14 años es de 64, de 15 a 17 años es de 51, de 18 a 24 años es de 77 y la población de 60 años y más es de 90. Las viviendas particulares corresponden a un total de 298. Sin embargo, el total de viviendas habitadas es de 263. Las viviendas que cuentan con piso de material diferente de tierra es de 250 y 13 presentan piso de tierra.
Las familias, de los participantes que asistieron al grupo focal del capital físico y social, estaban integradas en un 37.5 % personas de 60 años y más, 31.25 % de 18 a 59 años, 3.12 % de 12 a 17 años y 28.12 % de 0 a 11 años. Al solicitar la percepción de la demografía de toda la comunidad el grupo de niños era el de mayor tamaño poblacional, luego los jóvenes, los adultos y por último los de tercera edad.
De acuerdo a los datos del Instituto Nacional de Estadística y Geografía, el grupo con mayor tamaño poblacional son las personas entre 18 a 59 años, luego de 0 a 11 años, seguido de 12 a 17 años y los de la tercera edad al final. La ausencia de personas adultas en la percepción de los asistentes puede deberse a que una mayoría trabaja en la ciudad de Villahermosa, saliendo de la comunidad desde la mañana regresando en la noche, por lo que conviven sólo en las noches o los fines de semana.
En el censo nacional de población y vivienda se registró una población femenil de 51.66 % en la comunidad. Sólo en los grupos de 0 a 11 años y de 60 años y más existe un mayor porcentaje de población masculina. No obstante, la percepción de los grupos por género tenía una marcada tendencia a un mayor porcentaje de la población femenil en la mayoría de los grupos. Esto podría estar vinculado a la ausencia de adultos y jóvenes, pues salen de la comunidad para realizar trabajos o estudios en la ciudad u otras localidades.
Las viviendas cuentan con cuatro o tres habitaciones y un baño. El 100% de las viviendas cuentan con los servicios de energía eléctrica, la cual llegó desde 1973, y con agua potable a partir de 1990. También tienen televisión, celulares, plancha, ventilador, camas, hamacas, estufas, refrigerador, lavadora, licuadora, fogón. El 90% tiene horno de microondas, el 80% grabadora (reproductor de música) y bicicleta, el 10% aire acondicionado y automóvil. 
Utilizando los indicadores de marginación relacionados con la vivienda, dispuestos por el INEGI, el porcentaje de población en el 2010 que cuenta con red entubada y drenaje disminuyó en comparación con el 2005. Los indicadores que presentan bajo porcentaje en la población son los relacionados con la adquisición de electrodomésticos como: refrigeradores y lavadoras. No obstante, en términos generales la población presenta una buena cobertura de los indicadores, un grado bajo en el 2005, y medio en el 2010.

## Infraestructura
Los elementos que conforman la comunidad son:
8 tiendas de abarrotes, en ellas se pueden encontrar desde papas fritas, botanas, gomas de mascar, dulces y refrescos, hasta productos para el hogar como papel de baño, aceite, y otros consumibles. La estructura de las tiendas por lo general son paredes de concreto, el techo en ocasiones es de lámina. Todas cuentan con una protección de herrería o una cerca que divide al vendedor del cliente, estas no siempre están cerradas. La persona de la familia que con mayor frecuencia atiende es una mujer, inclusive son identificadas como la Tienda de doña Rosa, de Rosita, de Jodibi, doña Lupe. Como venta anexa a los productos de la tienda venden antojitos (empanadas), bebidas locales (pozol) y en ocasiones paletas de hielo con sabor a frutas (nance, zapote).
2 locales vacíos, el primero ubicado entre la carretera estatal y la calle de don Andrés, hasta el 2015 funcionó como local de antojitos. El segundo, que se encuentra pasando el callejón Quinta Graciela con dirección a Villahermosa, hasta el 2008 era un cibercafé. Las construcciones de los locales sólo cuentan con un cuarto de concreto.
2 quintas, aunque existe un callejón denominado Quinta Graciela, no hacen referencia a una quinta en ese lugar. Otro terreno, que por su tamaño podría ser considerada como quinta, es la ubicada a la salida de la Ranchería, rumbo a Gil Pérez, que igual no es considerada quinta sino como vivienda particular.
1 Plaza de toros, Juan Bernardo, donde se realizan corridas y otros eventos de recreación.
5 locales de comida, podemos encontrar una variedad en los productos de venta, de acuerdo a la disposición de tiempo, de ingredientes o de herramientas con los que cuenta. En la pastelería podemos encontrar pasteles, postres, volovanes, hojaldras, pizzas. A lado, el restaurante elabora platillos diferentes cada día, con un costo de $50.00 incluye un vaso de agua y un plato de comida. En los antojitos de doña Irma hay empanadas ($6.00), sabultes ($7.00), tostadas ($7.00), quesadilla ($10.00), y otros antojitos de pibil, pollo y molida. En cuanto a su construcción puede ser sólo un pequeño stand de concreto, donde se realizan las labores de comida, con un espacio para atender a los clientes, o una estructura de concreto con comedor, cocina y baños como en el caso del restaurante.
3 instituciones de educación. De acuerdo a la página https://web.archive.org/web/20160128220115/http://www.findthebest.com.mx/, en el período 2012 – 2013 la escuela preescolar pública Belisario Domínguez contaba con dos docentes y 58 alumnos. Los padres de familia comentaron que sólo tienen un docente fijo y al otro lo están rotando en relación de cada tres meses. Había 20 alumnos en primer año, 18 en segundo y 20 en tercero, 63.8 % del total de alumnos eran mujeres y 36.2% hombres. La docente que estaba fija es mujer, y al que rotan con frecuencia es igual es mujer. La instalación de la escuela cuenta con áreas deportivas, cisterna, energía eléctrica, servicio de agua, y tienen una asociación de padres de familia y programa desayunos escolares. 
La escuela primaria pública Belisario Domínguez, para el mismo período, tenía cuatro docentes y 112 alumnos. Esta escuela primaria se encuentra en el lugar 76 de las 2,115 del estado de Tabasco que participaron en la prueba ENLACE, con un rendimiento mejor al 96% de las escuelas. Se registraron 24 alumnos de primer año, 17 de segundo, 20 de tercero, 14 de cuarto, 10 de quinto y 27 de sexto, el 46.4 % de la población total estudiantil es mujer y 53.6 % hombre. En cuanto a la infraestructura, contaba con 5 aulas de las cuales sólo 4 estaban en uso, patio, cisterna, energía eléctrica, internet, servicio de agua, asociación de padres de familia y programa desayunos escolares.
Conforme a la página http://www.conacyt.mx/, El Colegio de la Frontera Sur (ECOSUR) es un centro público de investigación científica, que busca contribuir al desarrollo sustentable de la frontera sur de México, Centroamérica y el Caribe a través de la generación de conocimientos, la formación de recursos humanos y la vinculación desde las ciencias sociales y naturales. Los programas de posgrados que ofertan, la Maestría en Ciencias en Recursos Naturales y Desarrollo Rural y el Doctorado en Ciencias en Ecología y Desarrollo Sustentable, son los únicos en la región con enfoque multidisciplinario, que abordan el estudio de las ciencias sociales y naturales. Ambos programas pertenecen al Padrón Nacional de Posgrado SEP- CONACYT y tienen como misión formar recursos humanos que contribuyan a la solución de los problemas que plantea el desarrollo rural y la conservación de los recursos naturales en la frontera sur. La unidad de Villahermosa tiene los grupos de investigación de Agroecología, Procesos Culturales y Construcción Social de Alternativas, y Manejo Sustentable de Cuencas y Zonas Costeras. Tiene una plantilla de 12 investigadores, 5 técnicos y 2 cátedras.
2 iglesias, una de religión Católica, y la otra es un grupo del 7.º día que apenas se está estableciendo.
3 talleres, dos de hojalatería y una de carpintería.
2 talleres de compañía, los participantes mencionaron una ubicada en la calle de don Andrés, y la otra se encuentra frente a ECOSUR que realiza trabajos industriales con chapopote.
2 estéticas 
1 caballeriza
1 vivero de mojarras
1 centro de salud
2 carnicerías
1 papelería
1 depósito de cerveza

## Organizaciones e instituciones
El apoyo que brindan las organizaciones a la comunidad son conocidas, sin embargo, hay el desconocimiento de existencia de otras organizaciones. Para ello, en esta actividad, los actores comunitarios expresaron los apoyos y programas que están presentes en su comunidad que a continuación se mencionan:
La Secretaría de Salud (SSA) apoya dándoles el seguro popular que llegó a la comunidad hace diez años, por el contrario, los que cuentan con este servicio solo les cubre enfermedades básicas como la gripe y fiebre. Cabe señalar, que han pasado por situaciones críticas de salud como, por ejemplo: enfermedades del riñón, operaciones y de los casos recientes “chikungunya” que no son cubiertos por la institución tampoco los medicamentos que requieren. Por tal motivo las personas tienen que acudir con médicos particulares o especialistas como es el caso para el tratamiento de los riñones en la que les cobran la consulta $100.00 y $140.00 por los estudios realizados, esto significa que, aunque tengan el seguro popular no cubre ni satisface con sus necesidades. La incidencia de esta institución cubre la media de la población que podría ser beneficiada.
En el caso de la Secretaría de Medio Ambiente y Recursos Naturales (SEMARNAT) a nivel población incide muy poco, pero, hay una persona que comentó su experiencia quien tiene dos años trabajando con un proyecto de peces, en la cual, ha tenido complicaciones pues declara cada seis meses o cada año, tiene que pedir permiso ante la Comisión Nacional del Agua (CONAGUA) para perforar los pozos y la cantidad de $11,000 en la realización de análisis del vaso regulador, la compra de alimento y las tinas en un total de $120,000 incluyendo IVA, para esta persona no le es redituable por los costos que ha tenido aunado aún con las exigencias de las organizaciones mencionadas.
Las personas adultas no terminaron el nivel básico de estudio. En el 2015 el Instituto de Educación para Adultos de Tabasco (IEAT) llegó a esta comunidad, pero por la poca presencia, la falta de invitación e interés de los mismos no fue posible avanzar en el nivel educativo, ahora bien, para este año los participantes quieren continuar sus estudios por lo que desean que el IEAT regrese de nuevo y logren terminar en algunos casos la secundaria y otros la preparatoria. Debido a ello tuvo muy poca participación en la comunidad.
La presencia del Instituto Nacional Electoral (INE) está en algunos casos promoviendo la participación del voto en las elecciones, por lo que pone a disposición una unidad móvil en la Ranchería Guineo 1.ª Sección, Corregidora y Río Viejo, con el fin de adquirir su identificación, así también, realizan un censo poblacional como base de datos para jóvenes quienes hayan cumplido sus 18 años de edad; el INE tiene mucha presencia desde hace 60 años en esta comunidad.
La Secretaría de la Defensa Nacional (SEDENA) por la situación de las inundaciones y ser vulnerable ante esta situación tiene presencia hace dos años de estar monitoreando la Ranchería, además, de estar cerca un campamento. La población no confía en ellos pues no apoyan en nada ni con la seguridad, y en lo que respecta a los policías son ellos que dan maltrato físico, y por si fuera poco robaron en el Jardín de Niños. No obstante, en Guineo 2.ª hay quienes tienen un familiar trabajando en el ejército desde hace diez años, que esto es muy poco las familias que se ven beneficiadas.
Respecto a la educación la Secretaría de Educación Pública (SEP) incide mucho en el nivel educativo impulsando en la preparación de los niños, para la Ranchería Guineo 2.ª la escuela primaria se funda en el año 1960 posteriormente hace 30 años se establece el Jardín de Niños, con el objetivo de tener una mejor educación, pero, con la reforma educativa el sistema educativo al parecer no está mejorando porque los profesores están cambiándose cada tres meses afectando a los niños a un rol diferente de enseñanza.
Por otro lado, cuentan con el programa de prospera desde hace diez años y adulto mayor hace seis años que otorga la Secretaría de Desarrollo Social (SEDESOL) con el fin de ayudar a los más necesitados con escasos recursos económicos, enfocado en la educación de los niños hasta cumplir los 18 años de tal manera que no dejen de estudiar, apoyándolos con una beca contemplando alimentación, salud, educación, de igual manera, el apoyo va dirigido también para las mujeres. En cuanto al adulto mayor específicamente para las personas de 65 años que no estén trabajando apoyándolos con un incentivo económico de manera mensual. Sin embargo, para la población son muy pocos los beneficiarios con este programa.
La Secretaría de Marina (SEMAR) estuvo presente en la primera inundación 2007 con el fin de apoyar en esta situación drástica con el plan DNII, por consiguiente, el delegado no reportó daños en esta zona haciendo caso omiso ante esta situación, así que no fueron apoyados por la SEMAR al menos el 70%, el resto de la población tan solo con víveres, por lo que fue media su presencia y apoyo para los mismos.
En cuanto el programa a las personas con capacidades diferentes “corazón amigo” está presente del año pasado (2015) que comprende un apoyo económico especialmente para ellos. Pero aún es muy poco la incidencia en la población.
Continuando con la prevención de desastre hace poca presencia Protección Civil en esta comunidad apoyándolas en ordenar sus pertenencias, sobre todo en temporadas de lluvias y en algunos casos cuando las personas se ahogan.
Por lo que se refiere a desayunos escolares el Desarrollo Integral de la Familia (DIF) apoya en este sentido a las escuelas, el caso de Guineo 2.ª, se da en el Jardín de Niños y la escuela primaria desde hace diez años, el sistema de ellos es que funciona a través de un pago que se hace semanal para comprar algunos ingredientes, cosas extras y el gas, esto como un acuerdo entre los padres de familias y el promotor de dicha organización. La presencia del DIF es media en la población.
Para estar informado de los acontecimientos del Estado y los que cuentan con una televisión, su noticiero de preferencia es el notinueve, pero ahora con la ausencia de la televisión analógica ya no es posible, salvo aquellos que pueden pagar dish, t.v o esquí. Dando así la poca presencia de este noticiero con la información de los acontecimientos del Estado.
Por último, la excesiva presencia de PEMEX-GET, ha perjudicado a Guineo 2.ª sobre todo en el río que está cerca por la alta contaminación, pues en ella se encontraba hicoteas que en la actualidad ha desaparecido, así como también, en la reducción de este cuerpo de agua. Además, la lluvia ácida quema a las plantas y no hace tener una producción eficiente, lo cual ocasionó que sus productos se dejaran de llevar al mercado. Estar cerca de esta compañía tiene ventajas y desventajas la primera es que el año pasado (2015) apoyó en la remodelación de la escuela, pero perjudica en el paso de los transportes por no tomar precaución y estar muy estrecha la carretera sin dejar acotamiento para el peatón.

## Economía
Las actividades que desempeñan las personas son: la agricultura,  acuacultura, siembra de cultivos de traspatio, producción de animales de traspatio (unidades de producción familiar), choferes de transporte público, mecánicos, peluqueros, venta de comida, pequeños comerciantes, comercio informal, venta de mano de obra. 
En la ranchería no hay una actividad principal, la mayoría de las personas sale de la comunidad a vender su mano de obra en las industrias, un ingreso que se complementa con la producción del traspatio y la agricultura. La producción de cultivos se torna cada vez más difícil debido al costo de los insumos que son necesarios para obtener una mejor producción tales como plaguicidas, herbicidas, y fertilizantes. Además las personas que se dedican a la agricultura son los mayores, esto causado por el desinterés de los jóvenes de integrarse al campo. Así mismo la actividad ha disminuido debido a la contaminación de los suelos y el río, en conjunto a esto las personas que han obtenido cultivos se ven perjudicadas por robos a mano armada. 
Los oficios que generan ingresos en la comunidad son salir a la ciudad a integrarse a las industrias, dentro de los oficios que se mencionaron está la carpintería y jornalero. Además durante el recorrido a la comunidad se observaron tiendas de abarrotes, carnicerías, herrerías, pastelería y venta de alimentos. Cabe mencionar que a pesar de que las ventas del huerto familiar generan los mayores ingresos son pocas las personas dedicadas a esta actividad, por lo tanto la actividad que genera mayor ingreso es la carpintería seguida de salir de la comunidad. Las actividades que apoyan al ingreso familiar son la venta de los productos del huerto familiar, así como la venta por catálogo de diversos productos 
Las fuentes de apoyo de la comunidad están representadas por los programas estatales y federales, el acceso a estos programas difiere entre familias sin embargo todos estos están en la comunidad. Además una fuente de apoyo son los ahorros los cuales son los animales de traspatio como cerdos y pollos, estos son vendidos cuando la familia tiene necesidad de un ingreso inmediato.
En la ranchería Guineo 2.ª sección una familia tipo de cinco integrantes conforman sus ingresos principalmente en la alimentación, seguido de los gastos que se generan en el hogar. La educación, vestido y préstamo se encuentran en igual porcentaje, la distribución de los ingresos puede observarse en la gráfica 1. Según la CONEVAL 2016 el egreso mensual por persona en la canasta básica es de $963.11 en una familia tipo,  el egreso debería ser de $4,815 aproximadamente. Sin embargo el gasto en la canasta básica obtenido es de $2,052. Por lo tanto el egreso está por debajo de la línea de bienestar en el rubro de la canasta básica.

## Uso del suelo
El tipo de vegetación original de la zona fue la selva tropical, sin embargo el impacto de las últimas décadas sobre la vegetación desapareció este tipo de ecosistema; dejando relictos de espacios de cobertura forestal de estados sucesionales secundarios, llamados también “acahuales”. Además, la componen vegetación hidrófila en la zona inundable, principalmente herbácea, y vegetación riparia. La sustitución de la vegetación natural hacia otros usos del suelo, como se ha suscitado en la zona de estudio en las últimas décadas, han significado un sinnúmero de peligros a los que se tiene que enfrentar la flora y fauna nativa. Mucha de la fauna original ha desaparecido y la que se encuentra actualmente sólo son relictos de especies tolerantes. La fauna es vulnerable a ser atropellada, cazada o atacada por no simpatizar al humano; así mismo, está amenazada por la contaminación creciente, la pérdida de nichos y la presencia de especies invasoras.
Las plantas que se producen durante todo el año son el coco, yuca, cacao, las demás plantas se producen en las diversas épocas del año. A pesar de la diversidad de cultivos estos no representan en principal ingreso de la familia, siendo solo un apoyo al ingreso familiar. Los cultivos agrícolas que históricamente han sido más relevantes en la zona son el maíz y el frijol. Su época de siembra regular comienza en el mes de enero, para una primera producción, y en terrenos cuya fertilidad lo permite se puede realizar una segunda temporada en el mes de octubre. Al sistema de cultivo de maíz, llamado “milpa”, así como al cultivo del frijol o a la asociación de ambos, también se pueden asociar simultáneamente otros productos, como es el caso del cilantro, cebollín, calabaza, yuca, camote, tomate, entre otros. 
Las épocas de siembra, así como las de cosecha, son cambiantes de acuerdo a la ubicación altitudinal del terreno. Para las zonas bajas la siembra se suele retrasar un mes, debido a que el nivel del agua estancada en el terreno no lo permite para el mes de enero. Así mismo sucede para la siembra de octubre, en los terrenos bajos que no han permitido la infiltración del agua en el suelo, los agricultores deben retrasar la siembra hasta el mes de noviembre. Por el tipo de suelo, en la comunidad existen restricciones de manejo en cuanto a drenaje y exceso de humedad en ciertas zonas. “Nuestros antepasados nos platicaban que en un mes era la siembra buena, pero ahora ya no se puede sembrar en cualquier tiempo”. Durante la temporada de cultivo del maíz o el frijol, se pueden ir sembrando y colectando algunos cultivos intercalados de ciclo corto, como el cilantro y el cebollín. Sin embargo, los métodos de siembra y cosecha, así como las labores culturales, son específicas para cada cultivo. En la actualidad los sistemas agrícolas que utilizan insumos químicos, para la fertilización y control de plagas y enfermedades, representan una gran mayoría. Sin embargo, se ha observado menor rendimiento a largo plazo de las tierras de cultivo. Además, los agricultores se hacen más dependientes a la compra de estos insumos en el mercado, además de los altos costos económicos, ambientales y a la salud que estos representan.
Se recopilaron los eventos ambientales e históricos más relevantes a lo largo de los últimos 80 años. Así como el desarrollo que fue surgiendo de diferentes prácticas que se fueron modificando al paso del tiempo; los fenómenos naturales más representativos de la sección, han sido causas de vulnerabilidad de sus habitantes.
1935 Su nombre de origen era San Antonio. Se cambió el nombre por orden del Gobernador Garrido. Quedando con el nombre de Guineo, realzando a la importancia del cultivo de plátanos que había.
1940 Primeros pobladores en establecerse en Guineo segunda. La familia Valier fueron los primeros en establecerse, sus hijos continuaron siendo los primeros dueños de las tierras en la ranchería. Sólo existía un camino de terracería, a los carros les colocaban cadenas o usaban el río para transportarse o caballos.
1950 Ya había más 4 familias importantes tales como: Don Agapito Miranda era dueño de lo que es actualmente ECOSUR, la mayoría de las familias usaban el río para trasladarse a la ciudad o para transportar sus mercancías que vendían o compraban. Los jefes de familia de los primeros habitantes de la comunidad fueron: Don José Bautista, Don Patricio, Don Manuel Valier, Don Nato Valier, Don Nicolás Valier.
1954 El río tubo siete crecientes en el mismo año favoreciendo la pesca. Si llegaban a tener inundaciones, no existía ayuda del gobierno; no tenían problema con abastecerse de algo ya que ellos lo cultivaban. No existía agua potable, usaban el agua del río para tomar y para uso diario.
1960 Se empezaron las primeras modificaciones de los caminos, teniendo el mismo sentido al río. El río tenía entrada de barcos o Chalanes para transportar plátanos a la ciudad o a otros estados.
1966 Fue la mejor temporada para los platanares y las pangas. La agricultura era para consumo propio.
1970 Se introduce la luz eléctrica a la comunidad. Empezó la euforia de querer televisiones. Se empieza a notar la presencia de PEMEX. Modificación de caminos y contaminación del río.
1980 Se da la primera inundación fuerte a causa de las lluvias, esperaron que bajara la creciente.
1999 Tuvieron otra inundación pero solo fue una creciente, no tuvieron problemas.
2007 En el mes de noviembre, inundación masiva de Tabasco, se trasladaron con canoas a albergues.
2008 Inundación leve alrededor de los hogares, sólo les provocaba molestias al salir de sus casas.
2010 Inundación leve alrededor de los hogares, ya se sienten preparados para estos sucesos.
2011 Inundación leve alrededor de los hogares. 
2015 El 30 de junio les pego una Tromba ocasionando diferentes afectaciones, pidieron ayuda de gobierno y solos repararon los daños. Aumentan los moscos, casos de dengue y chikunguña. 
Los habitantes de Guineo son unidos para responder a los eventos catastróficos, y muchas veces no han tenido ayuda o intervención de autoridad Federal o Estatal; perciben que como habitantes, muchos de sus hábitos han ocasionado problemas al ambiente, llevando prácticas no adecuadas resaltando que sería bueno más talleres ambientales entre otros, para obtener una mejor calidad de vida dentro de su Ranchería. Enfatizaron que la Familia Valier ha tenido generaciones muy grandes dentro de la comunidad. 
Modificaciones al río Viejo ocasionó que se perdiera grandes corrientes que propiciaban a la pesca en años pasados; sin embargo han ido ganando terreno en zonas que correspondían al río haciendo sus propios rellenos. Todo a partir del primer relleno que se realizó en el río, rumbo a San Pedrito, donde se construyó una carretera en la parte de la corregidora quinta sección, esta modificación si les afecto a sus actividades productivas como pesca, cultivo, transporte etc. Para cuando entró la luz eléctrica, si tuvo beneficios y cambios en su comunidad, notaron más el cambio de sus caminos, y fue que PEMEX empezó a ser usuario principal de la carretera en los años 70’s. A pesar de los sucesos ambientales solo consideran dos momentos de gran afectación como fueron 1980 y 2007 con inundaciones, sin embargo se han sentido preparados para estos eventos ya que para los que viven en la zona cercana del río lidian esto consecutivamente. 
Los principales usos de la tierra mencionados por los participantes son el platanar, la milpa, la selva, el solar, el río, frijol, café, ganadería y el cacaotal. Los cambios en el tiempo han permitido notar que algunos usos desaparecieron, otros tomaron mayor importancia y algunos continuaron pero en menor escala.
Durante el año 1940, aproximadamente cuando se establecieron las primeras familias en la ranchería, las principales fuentes de obtención de alimentos fueron el río y la selva. Las condiciones eran muy buenas por lo que la flora y la fauna era muy diversa.
En 1950, los principales usos que se les daba a la tierra era enfocada a la plantación de platanares, la siembra de maíz, los solares, siembra de frijol, café y los cacaotales.
En 1970, los platanares aún continuaban en la ranchería, la milpa, el aprovechamiento de selva, los solares, el río, el fríjol y los cacaotales. En esta década se establecieron dos fincas en la ranchería por lo que comienza a tomar importancia la ganadería.
Posteriormente, en los noventa, los platanares continúan siendo un uso pero disminuye su importancia. La contaminación causada por el establecimiento de PEMEX y el aumento de población comenzaron a afectar al río y la fertilidad de la tierra. Otros usos de la tierra que continúan en estos años fueron la milpa, el solar, el río (en menor escala), el frijol y la ganadería. A partir de esta década, la selva es sustituida por acahuales.
En el 2010, los usos de la tierra recaen en las plataneras, la milpa, los acahuales, siembra de frijol y la ganadería. Las principales plantaciones estaban en los solares, los participantes comentan que la comunidad suele sembrar y cosechar diversos alimentos en sus hogares. En este sentido, el solar toma mayor importancia. 
En el presente año (2016), los usos de mayor importancia continúan enfocados en el solar. Los platanares, la milpa, acahuales y la ganadería permanecen presentes en la ranchería. En el caso puntual de la ganadería, se menciona que es propiedad de dos a tres fincas. Se comenta que el espacio del sistema lagunero ha reducido su superficie en las últimas décadas, esto debido principalmente a que no se respetan las zonas de vasos reguladores. Primeramente cuando se cerró la conexión con el río por la construcción de la carretera, y posterior a ello y hasta la actualidad se rellenan o se construye donde no se debería construir. Por ello la laguna se va recorriendo e inundando zonas que no se inundaban; además de que la laguna ya no contiene la misma cantidad de agua que naturalmente tenía.
La implementación de programas o proyectos que les permitan tener un mejor aprovechamiento de sus recursos. Los participantes recalcan que hay una desinformación con respecto al cuidado del río. En este sentido, deben implementarse normas para el cuidado del río y manejo de la basura. Parte de las necesidades mencionadas es la de una mejor capacitación en el empleo de fertilizantes naturales. Les enseñen el cultivo de algunos alimentos como la sandía o melón y otras actividades que beneficien los productos de los solares. A partir del establecimiento de PEMEX en el estado, se ha notado afectación en la tierra. Los alimentos sembrados en los solares ya no tienen la misma calidad. La principal necesidad es concientizar a la población del cuidado de sus calles y del río. Implementar más talleres y reuniones. Así mismo, señalaron que es necesario que la propia comunidad se haga cargo de estos problemas y le den la importancia necesaria.